# Leucocroton pallidus
Leucocroton pallidus là một loài thực vật có hoa trong họ Đại kích. Loài này được Britton & P.Wilson mô tả khoa học đầu tiên năm 1926.